# Julius Raab

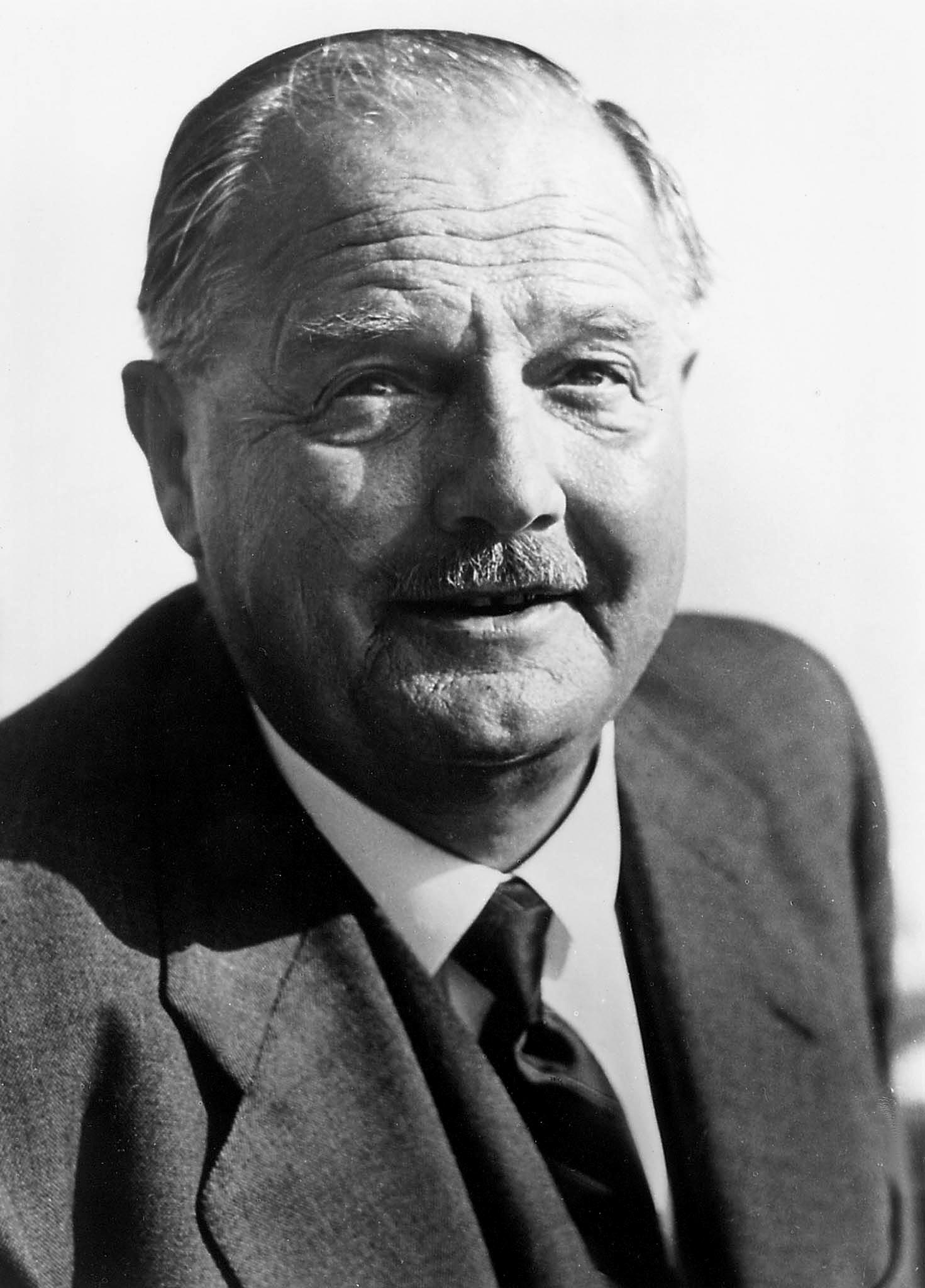
Julius Raab (1961)

Julius Friedrich Raab (* 29. November 1891 in St. Pölten, Niederösterreich; † 8. Jänner 1964 in Wien) war ein österreichischer Politiker und Bundeskanzler der Republik Österreich (1953–1961). Er wurde als „Staatsvertragskanzler“ bekannt.

## Herkunft und Ausbildung
Julius Raab wurde am 29. November 1891 in St. Pölten als Sohn des Baumeisters gleichen Namens (1854–1925) und dessen Ehefrau, der Erzieherin und Sprachlehrerin Frančisca (auch Franziska geschrieben; geborene Wohlmayer; 1859–1941) geboren und am 6. Dezember 1891 auf den Namen Julius Friedrich getauft. Er wuchs mit zwei Brüdern, unter ihnen Heinrich Raab, auf. Der Vater stammte aus Obermohrau in Mähren und war Sohn eines Zeug- und Drahthüttenwerksbesitzers. Die Familie seiner Mutter entstammte einer bekannten St. Pöltner Baumeisterfamilie, sein Großvater mütterlicherseits war der Lilienfelder Stiftsmaurermeister Josef Wohlmeyer (1815–1884) und sein Onkel mütterlicherseits war der Baumeister und Politiker Johann Wohlmeyer. Nach bestandener Matura am Seitenstettener Stiftsgymnasium studierte er in Wien an der Technischen Hochschule Bauingenieurwesen und war seit 1911 Mitglied der katholischen Studentenverbindung KaV Norica Wien, damals im CV, jetzt im ÖCV. Später wurde er unter anderem noch Mitglied der KAV Bajuvaria Wien, KÖStV Austria Wien, KÖHV Carolina Graz und AV Austria Innsbruck im ÖCV. Gemeinsam mit dem Gymnasiasten Leopold Figl gründete er die Mittelschulverbindung K.Ö.M.V. Nibelungia St. Pölten.

## Erster Weltkrieg
Im Ersten Weltkrieg diente der Bauingenieur und Baumeister als Pionieroffizier. Beim Zusammenbruch im Jahr 1918 führte er als Oberleutnant seine Kompanie geordnet von der Piavefront zurück in die Heimat. Später erzählte er, dass er zwar keine Befehlsgewalt gehabt hätte, aber die Leute seien aus Vertrauen freiwillig mit ihm gegangen, als geschlossene Einheit.

## Zwischenkriegszeit
Am 14. Jänner 1923 heiratete Raab in Melk die Kaufmannstochter und Private Hermine Amalia Agnes Haumer (* 1. Juni 1899; † 1980). Von 1927 bis 1934 war Julius Raab Abgeordneter der Christlichsozialen Partei zum Nationalrat. Er wurde zudem im September 1928 von Ignaz Seipel für Niederösterreich in den paramilitärische Heimwehr entsandt und war am 3. Oktober 1928 an der Festlegung einer Trennlinie beim Aufmarsch der Heimwehr und des Schutzbundes in Wiener Neustadt beteiligt. Er legte am 18. Mai 1930 als Führer der niederösterreichischen Heimwehr den Korneuburger Eid ab, in dem der „westliche demokratische Parlamentarismus“ und der Parteienstaat „verworfen“ wurden; dies wurde von Demokraten als Signal des Austrofaschismus verstanden. Allerdings verließ er die Heimwehr im Dezember 1930, als diese als Wahlpartei Heimatblock in Konkurrenz zu den Christlichsozialen kandidieren wollte. Raab gründete 1931 eine eigene „Niederösterreichische Heimwehr“, die im Mai 1932 in den Ostmärkischen Sturmscharen aufging. Diese forderten eine „christliche, organisch aufgebaute Gesellschafts- und Wirtschaftsordnung“, den „christlichen Volksstaat“ und somit die „selbsttätige Ausschaltung der Vorherrschaft des Judentums“.
Raab war intensiv als Interessenvertreter für das Gewerbe tätig und trat für eine Zusammenfassung der Handelskammern ein (der Ständestaat erließ 1937 ein Handelskammergesetz). Vor allem aufgrund seiner Auseinandersetzung mit dem Nationalsozialismus distanzierte sich Raab allmählich vom antidemokratischen System der Heimwehr und protestierte etwa gegen Bespitzelungsmethoden des Regimes.
Entsprechend der christlichsozialen Ideologie war er damals ein „nachgewiesener Antisemit“. Als Abgeordneter beschimpfte er den Sozialistenführer Otto Bauer in einer Parlamentssitzung 1930 als „frechen Saujud“.
Von 1. November 1934 bis 16. Februar 1938 war Raab als Vertreter der Selbständigen der Berufsgruppe Gewerbe Mandatar im Bundeswirtschaftsrat und wurde von diesem in den Bundestag entsandt. Im letzten Kabinett Kurt Schuschniggs vor dem „Anschluss“ war Raab im Februar/März 1938 Handelsminister. Seine Bestellung galt als Signal für ein autonomes Österreich in Verbindung mit einer geplanten Annäherung an die zuvor noch verfolgte Arbeiterbewegung.

## Zweiter Weltkrieg
Unter der NS-Herrschaft galt Raab als „wehrunwürdig“ und erhielt für den damaligen „Reichsgau Niederdonau“ Aufenthaltsverbot. Er überlegte in dieser Zeit, mit Clemens Holzmeister in die Türkei zu emigrieren, verwarf diese Idee jedoch. Die Nationalsozialisten stuften Raab als politisch unzuverlässig ein, verhafteten ihn im Gegensatz zu einigen Parteifreunden aber nie. Der Hausarzt der Familie und Gauleiter von Niederdonau, Hugo Jury, bewahrte ihn vor dem KZ und weiteren Repressalien.
Raab gründete in Wien eine Baufirma, in der er zahlreiche Gesinnungsfreunde unterbrachte – Leute, die aus der Haft entlassen worden waren oder auch nicht weiter „auffallen“ wollten. Hier fand auch Leopold Figl zeitweise Zuflucht, wenn er sich nicht in KZ-Haft befand.

## Politischer Werdegang nach dem Krieg

Julius Raab (50-Schilling-Gedenkmünze, 1971)

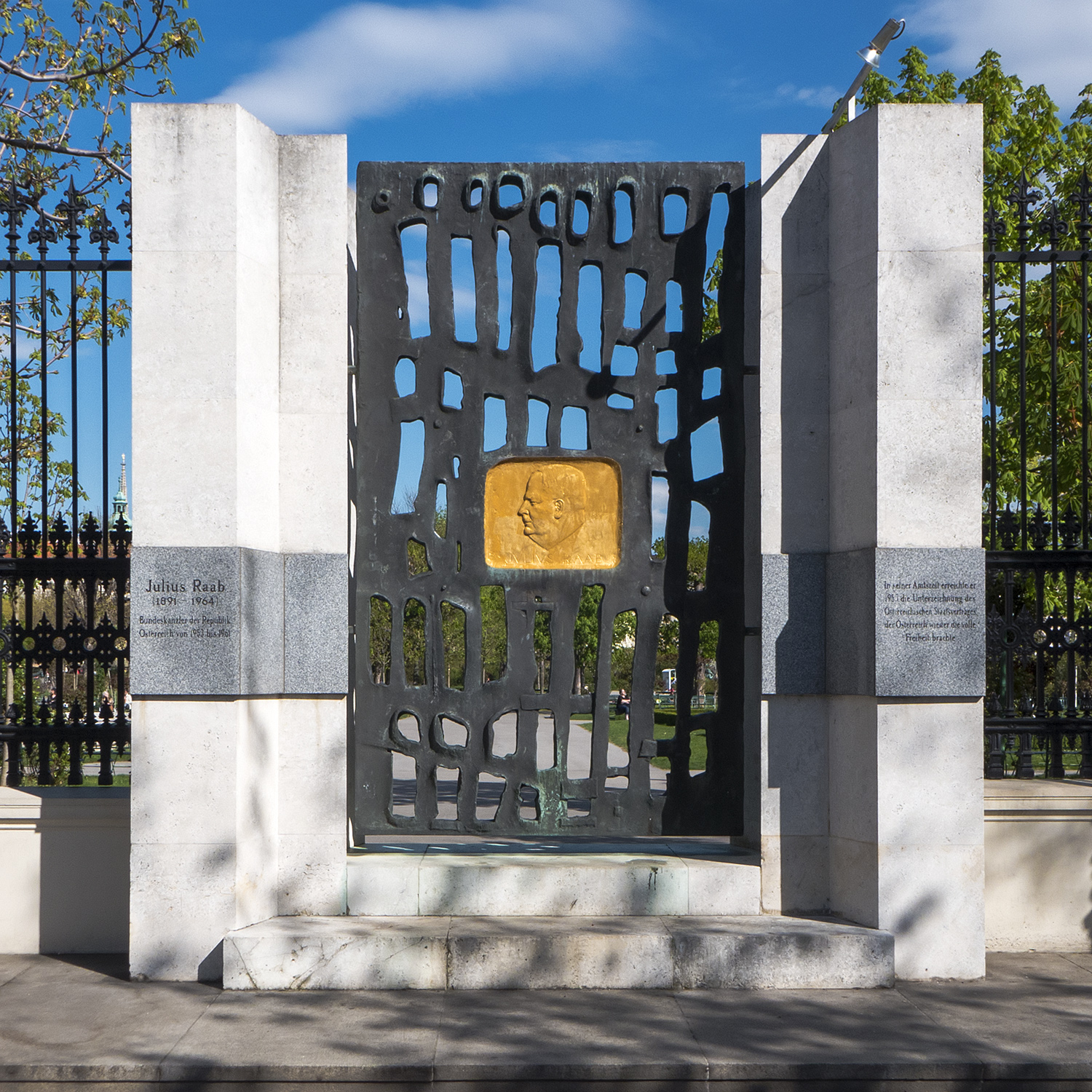
Denkmal für Julius Raab am Dr.-Karl-Renner-Ring

Raab war Gründer der Bundeskammer der gewerblichen Wirtschaft, deren Präsidentschaft er 1947 übernahm. 1945 war er maßgeblich an der Gründung der Österreichischen Volkspartei und des Österreichischen Wirtschaftsbundes beteiligt und erster Präsident des Österreichischen Wirtschaftsbundes, der ihm eine Ehrenmedaille für seine Verdienste um Österreichs Wirtschaft und deren Organisationen verlieh. Von 1945 bis 1959 war er auch Landesparteiobmann der ÖVP Niederösterreich. Seine Berufung in die erste österreichische Nachkriegsregierung wurde 1945, aufgrund seiner Tätigkeit als niederösterreichischer Heimwehrführer und weil er im Gegensatz zu anderen hohen Funktionären der Vaterländischen Front nicht in NS-Haft war, von den Alliierten abgelehnt. Dies wurde ihm als „faschistische Vergangenheit“ ausgelegt. Er wurde 1945 zum Obmann des ÖVP-Parlamentsklubs gewählt und behielt dieses Amt bis 1953. 1949 nahm er an der von Alfred Maleta organisierten Oberweiser Konferenz, einer Kontaktaufnahme der Volkspartei mit ehemaligen Nationalsozialisten, teil, um einen „nationalen Flügel“ in der ÖVP zu errichten. Wie viele andere Politiker in der ÖVP und SPÖ rekrutierte Raab ehemalige NSDAP-Mitglieder als Mitarbeiter, etwa Reinhard Kamitz, der später unter Raab Finanzminister war. Von 1946 bis 1953 und von 1961 bis 1964 war er Präsident der Bundeswirtschaftskammer. Sein Amt als Regierungschef trat er am 2. April 1953 an und blieb bis 11. April 1961 in vier Regierungen Bundeskanzler sowie gleichzeitig Bundesobmann der ÖVP (siehe Bundesregierung Raab I bis Bundesregierung Raab IV).
In seine Kanzlerschaft fällt ein bemerkenswerter wirtschaftlicher Aufschwung Österreichs, der auch mit dem Namen des Finanzministers Reinhard Kamitz verbunden ist (Raab-Kamitz-Kurs). Die Währung wurde stabilisiert, und es wurde weitgehende Vollbeschäftigung erreicht. 1960 trat Österreich auch der EFTA bei. Raab führte Koalitionsregierungen mit der SPÖ, diese Große Koalition blieb die Standardregierungsform bis 1966. Im Jahr 1957 erlitt er einen leichten Schlaganfall, von dem er sich nie wieder ganz erholte, was er selbst allerdings nicht wahrhaben wollte.
Raab war ein Politiker des „gemütlichen“, aber patriarchalischen Typs. Er saß, seiner Macht bewusst, gern Virginier rauchend im Kaffeehaus nahe dem Kanzleramt und wurde von Karikaturisten österreichischer Zeitungen auch gern mit Zigarre dargestellt. Seine Abberufung 1961 erfolgte, weil er der ÖVP nicht mehr dynamisch genug erschien.
Besonders in Erinnerung ist Raab vor allem als Chef der Bundesregierung, die 1955 den Staatsvertrag und damit den Abzug der Besatzungstruppen erreichte. Raab war Leiter der Regierungsdelegation, die im April 1955 auf Einladung der Sowjetunion in Moskau die abschließenden Verhandlungen führte. Weitere Delegationsmitglieder waren Adolf Schärf (in den ersten beiden Raab-Regierungen bis 22. Mai 1957 Vizekanzler, dann Bundespräsident), Außenminister Leopold Figl – der am 15. Mai 1955 für Österreich unterzeichnete – und Staatssekretär Bruno Kreisky. Der Staatsvertrag beendete die alliierte Besetzung Österreichs und gab dem Land damit seine volle Souveränität zurück.

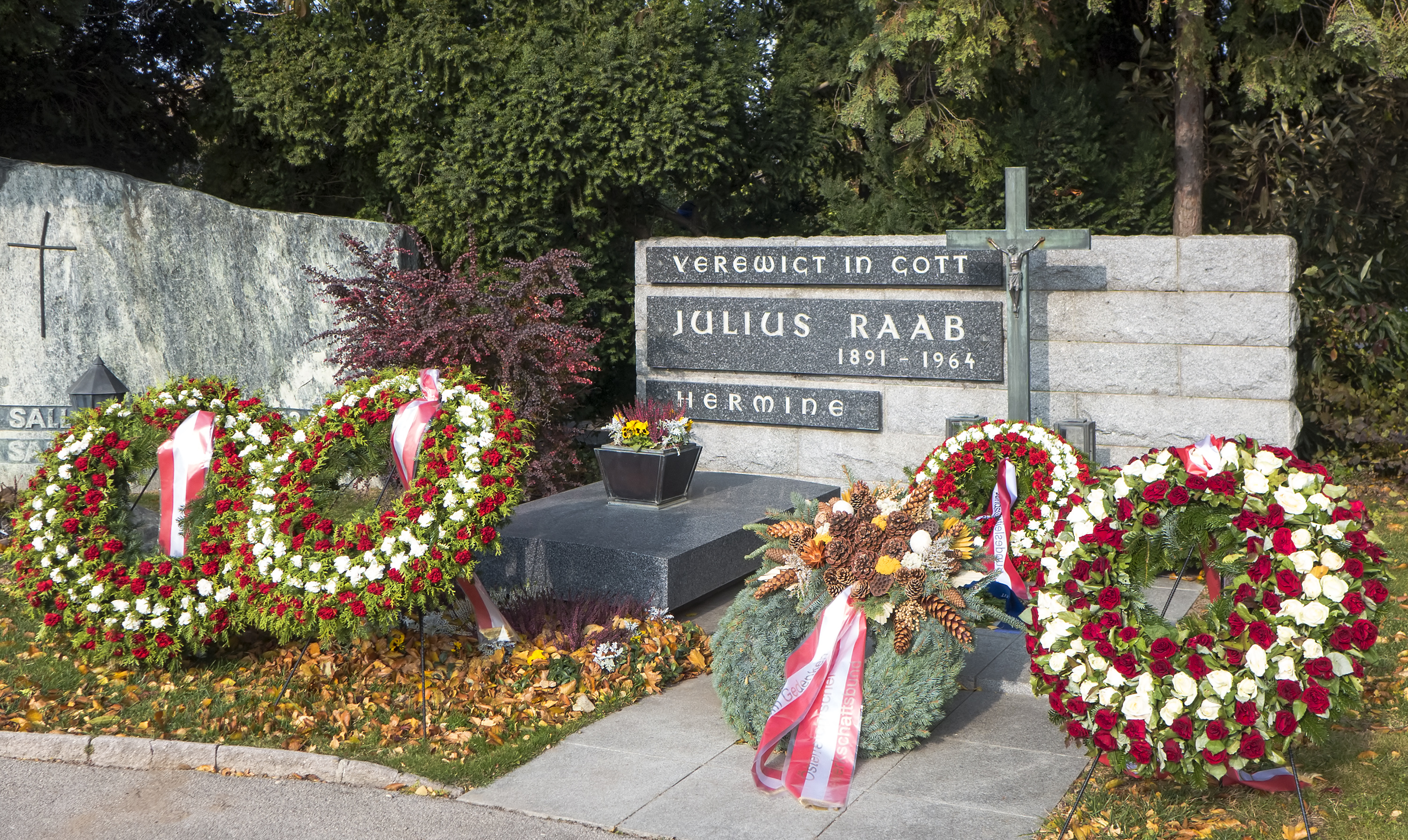
Grab von Julius Raab auf dem Wiener Zentralfriedhof

Einer Krankheit zum Trotz trat Raab aus Pflichtbewusstsein für die ÖVP zur Bundespräsidentenwahl an, bei der er am 28. April 1963 dem Amtsinhaber Adolf Schärf unterlag. Schärf, seit 1957 Bundespräsident, wurde mit 55,4 % der Stimmen wiedergewählt. Acht Monate später starb Julius Raab. Er ruht in einem Ehrengrab auf dem Wiener Zentralfriedhof (Gruppe 14 C, Nummer 21 A).

## Ehrungen (Auszug)
- 1956: Großkreuz des Verdienstordens der Bundesrepublik Deutschland
- 1959: Europäischer Karlspreis der Sudetendeutschen Landsmannschaft
- 1960: Goldenes Komturkreuz mit dem Stern des Ehrenzeichens für Verdienste um das Bundesland Niederösterreich[19]
- Julius-Raab-Hof, Wohnhausanlage in Wien 19., Krottenbachstraße, eröffnet 1964
- 1967 wurde am Dr.-Karl-Renner-Ring, gegenüber dem Parlamentsgebäude, in das Gitter um den Volksgarten ein Denkmal für Julius Raab eingebaut. Die Architektur stammt von Clemens Holzmeister, das Medaillon schuf Toni Schneider-Manzell, die Enthüllung erfolgte am 15. Mai 1967.
- 1976 wurde in Wien Innere Stadt (1. Bezirk) am Zusammentreffen von Franz-Josefs-Kai und Stubenring bei der Aspernbrücke der Julius-Raab-Platz (vorher seit 1903 Aspernplatz) benannt.
- Ehrenring des Landes Steiermark
- Julius Raab Stiftung zur Förderung von Forschung und Bildung (Gründung 1991)